# Epicypta mauesensis
Epicypta mauesensis är en tvåvingeart som beskrevs av Lane 1954. Epicypta mauesensis ingår i släktet Epicypta och familjen svampmyggor. Inga underarter finns listade i Catalogue of Life.